# Radio Via
Radio Via (VIA – Katolickie Radio Rzeszów) – katolickie radio diecezji rzeszowskiej o charakterze społeczno-religijnym z siedzibą w Rzeszowie, powołane dekretem biskupa rzeszowskiego Kazimierza Górnego 1 października 1994 r.

## Historia
Pierwszą dwugodzinną audycję na częstotliwości 103.8 MHz nadano 8 grudnia 1994 r. ze studia emisyjnego w pobliżu kościoła parafialnego w Malawie. Program obejmował wtedy zaledwie dwie godziny – pozostały czas doby wypełniały audycje Radia Maryja z Torunia. Od 1998 r. radio rozpoczęło nadawanie programu całodobowo. Trzy lata później nastąpiła przeprowadzka z Malawy do Rzeszowa. Studio emisyjne, studia nagrań i pomieszczenia biurowe mieszczą się w budynku Kurii Diecezjalnej przy ul. Zamkowej 4 w Rzeszowie. Od grudnia 1998 r. Radio Via nadaje programy wraz z informacjami w standardzie RDS przy użyciu nadajnika o mocy 10kW. Sygnał z Rzeszowa jest wysyłany na Magdalenkę oraz górę Liwocz k. Jasła, gdzie od 2007 r. znajduje się drugi nadajnik rozgłośni o mocy 1kW. Sygnał Radia Via obejmuje teren w promieniu ok. 100 km i dociera nawet na wschodnie tereny województwa małopolskiego. Dzięki remontowi w 2021 r. studio emisyjne, jak i studio produkcyjne wyposażone zostały w nowoczesny, stale modernizowany sprzęt. Przed 2012 radio nawiązało współpracę z Rycerzami Kolumba.
Dyrekcja Radia Via:
- ks. Roman Jurczak 1994-2000, 
- ks. Bogusław Przeklasa 2000-2013,
- ks. Marek Chorzępa 2013-2014, 
- ks. Witold Wójcik 2014-2021,
- ks. Tomasz Nowak 2021-2023,
- ks. Jakub Nagi 2023- obecnie.
W programie Radia Via są audycje religijne, informacyjne, kulturalne, sportowe i rozrywkowe. Stałe punkty to m.in. serwisy informacyjne, modlitwy ze słuchaczami oraz codzienna transmisja Mszy św. Na uwagę zasługuje popołudniowy magazyn „Co słychać?”, w którym poruszane są ważne tematy dotyczące aktualnych wydarzeń w regionie. Szczególnie cenione przez słuchaczy są rozmowy z gośćmi – to znani politycy, samorządowcy, osobistości świata kultury i mediów tak szczebla lokalnego, jak i ogólnopolskiego. Nie brakuje również muzyki – przebojów ostatnich dekad, a także muzyki chrześcijańskiej. Od 1999 rozgłośnia zajmuje się tematyką sportu żużlowego. Mecze Stali Rzeszów przyciągają przed radioodbiorniki dziesiątki tysięcy słuchaczy.

## Częstotliwości

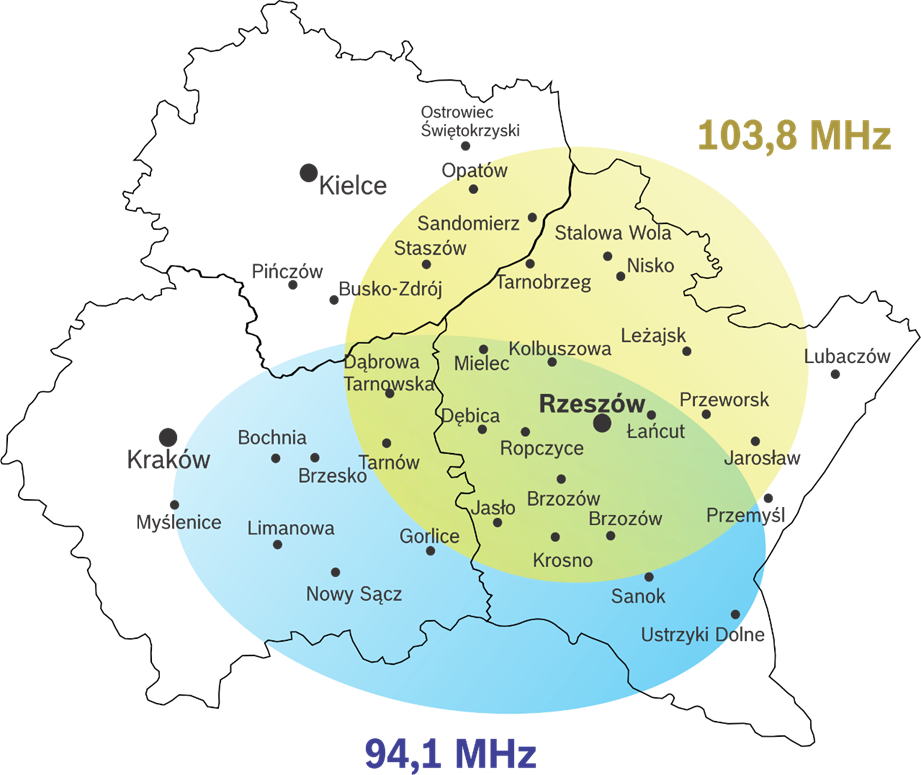
Zasięg

Radio nadaje dwóch częstotliwościach:
- 103,8 MHz z nadajnika o mocy 10 kW umieszczonego na Górze Marii Magdaleny k. Malawy, pod Rzeszowem. Zasięgiem obejmuje prawie całe województwo podkarpackie poza Bieszczadami i okolicami Lubaczowa.
- 94,1 MHz dzięki uruchomieniu częstotliwości na Górze Liwocz koło Jasła. Radio Via słychać na 94,1 MHz w Tarnowie i okolicach, a także poprawił się odbiór, słaby wcześniej, na 103,8 MHz, w powiatach: jasielskim, krośnieńskim, kolbuszowskim czy dębickim.

## Historia logo Radia Via
| Lata                      | Opis                                                                           | Ilustracja |
| ------------------------- | ------------------------------------------------------------------------------ | ---------- |
| 1998 – 31 grudnia 2013    | Charakterystyczne żółte koło z niebieską nazwą rozgłośni oraz częstotliwością. |            |
| 1 stycznia 2014 – obecnie | Odręczny żółty napis z nazwą stacji na niebieskim tle.                         |            |